# 에비앙 챔피언십
에비앙 챔피언쉽(The Evian Championship)은 프랑스의 에비앙 리조트 골프 클럽에서 매년 9월에 열리는 여자 메이저 골프 대회이다.
1994년에 에비앙 마스터스로 유럽 여자 투어(Ladies European Tour, LET)의 대회로 시작되었다. 유럽 여자 투어(LET)의 2개의 메이저 대회 중 하나이며, 원래 미국 LPGA의 메이저 대회는 아니었다. 2000년에 LPGA와 공동 개최하게 되어 대회 상금이 크게 늘어났다. 현재 상금 규모는 325만불로 US 여자 오픈에 이어 2번째로 상금 규모가 큰 대회이다. 처음에는 6월 중순에 개최되었으나 2003년부터 2012년까지는 7월 하순에 진행되었고 2013년부터 9월 중순으로 변경되어 유럽과 LPGA 양쪽 투어의 마지막 메이저 대회가 되었다.
2011년 6월에 2013년부터 에비앙 마스터스가 에비앙 챔피언쉽으로 변경하고, LPGA 투어의 5번째 메이저 대회가 된다고 발표하였다.

## 복수 우승자와 대회 기록
대회에서 여러번 우승한 사람은 Helen Alfredsson (1994, 1998, 2008), 안니카 소렌스탐 (2000, 2002), 미야자토 아이 (2009, 2011). 대회 기록은 2003년에 줄리 잉스터가 기록한 267 (−21)

## 토너먼트 코스
에비앙 리조트 골프 클럽 – (1994 ~ 현재)

## 우승자
LET, LPGA 공동 인정 메이저 대회 (2013~현재)
| 연도  | 날짜          | 우승자              | 국적     | 점수            | 파  | 2위와의 타차 | 총 상금 (US$) | 우승자 상금 ($) |
| ----- | ------------- | ------------------- | -------- | --------------- | --- | ------------ | ------------- | --------------- |
| 2024  | 7월 25일-28일 | 후루에 아야카       | 일본     | 65-65-70-65=265 | −19 | 1타          | 8,000,000     | 1,200,000       |
| 2019  | 7월 25일-28일 | 고진영              | 대한민국 | 65-71-66-67=269 | −15 | 2타          | 4,100,000     | 615,000         |
| 2018  | 9월 13일–16일 | 안젤라 스탠퍼드     | 미국     | 72-64-68-68=272 | −12 | 1타          | 3,850,000     | 577,500         |
| 2017* | 9월 14일–17일 | 안나 노르드크비스트 | 스웨덴   | 70-68-66=204    | −9  | 플레이오프   | 3,650,000     | 547,500         |
| 2016  | 9월 15일–18일 | 전인지              | 대한민국 | 63-66-65-69=263 | −21 | 4타          | 3,250,000     | 487,500         |
| 2015  | 9월 10일–13일 | 리디아 고           | 뉴질랜드 | 69-69-67-63=268 | −16 | 6타          | 3,250,000     | 487,500         |
| 2014  | 9월 11일–14일 | 김효주              | 대한민국 | 61-72-72-68=273 | −11 | 1타          | 3,250,000     | 487,500         |
| 2013* | 9월 12일–15일 | 수잔 페테르센       | 노르웨이 | 66-69-68=203    | −10 | 2타          | 3,250,000     | 487,500         |

* 비로 인해 토너먼트가 54홀로 축소되었다.
LET, LPGA 공동 인정 대회 (2000~2012)
| 연도 | 날짜          | 우승자           | 국적           | 점수            | 파  | 2위와의 타차 | 총 상금 (US$) | 우승자 상금 ($) |
| ---- | ------------- | ---------------- | -------------- | --------------- | --- | ------------ | ------------- | --------------- |
| 2012 | 7월 26일–29일 | 박인비           | 대한민국       | 71-64-70-66=271 | −17 | 2타          | 3,250,000     | 487,500         |
| 2011 | 7월 21일–24일 | 미야자토 아이    | 일본           | 68-68-67-70=273 | −15 | 2타          | 3,250,000     | 487,500         |
| 2010 | 7월 22일–25일 | 신지애           | 대한민국       | 68-70-71-66=274 | −14 | 1타          | 3,250,000     | 487,500         |
| 2009 | 7월 23일–26일 | 미야자토 아이    | 일본           | 69-66-70-69=274 | −14 | 플레이오프   | 3,250,000     | 487,500         |
| 2008 | 7월 24일–27일 | Helen Alfredsson | 스웨덴         | 72-63-71-67=273 | −15 | 플레이오프   | 3,250,000     | 487,500         |
| 2007 | 7월 26일–29일 | 나탈리 걸비스    | 미국           | 72-69-73-70=284 | −4  | 플레이오프   | 3,000,000     | 450,000         |
| 2006 | 7월 26일–29일 | 카리 웹          | 오스트레일리아 | 67-68-69-68=272 | −16 | 1타          | 3,000,000     | 450,000         |
| 2005 | 7월 20일–23일 | 폴라 크리머      | 미국           | 68-68-66-71=273 | −15 | 8타          | 2,500,000     | 375,000         |
| 2004 | 7월 21일–24일 | Wendy Doolan     | 오스트레일리아 | 68-68-69-65=270 | −18 | 1타          | 2,500,000     | 375,000         |
| 2003 | 7월 23일–26일 | 줄리 잉스터      | 미국           | 66-72-64-65=267 | −21 | 6타          | 2,100,000     | 315,000         |
| 2002 | 6월 12일–15일 | 안니카 소렌스탐  | 스웨덴         | 68-67-65-69=269 | −19 | 4타          | 2,100,000     | 315,000         |
| 2001 | 6월 13일–16일 | Rachel Teske     | 오스트레일리아 | 71-68-66-68=273 | −15 | 1타          | 2,100,000     | 315,000         |
| 2000 | 6월 14일–17일 | 안니카 소렌스탐  | 스웨덴         | 70-68-70-68=276 | −12 | 플레이오프   | 1,800,000     | 270,000         |

LET 대회 (1994–1999)
| 연도 | 날짜          | 우승자           | 국적     | 점수            | 파  | 2위와의 타차 | 총상금      | 우승자 상금 |
| ---- | ------------- | ---------------- | -------- | --------------- | --- | ------------ | ----------- | ----------- |
| 1999 | 6월 9일–12일  | Catrin Nilsmark  | 스웨덴   | 69-70-72-68=279 | −9  | 2타          | FF6,700,000 | FF1,005,000 |
| 1998 | 6월 3일–6일   | Helen Alfredsson | 스웨덴   | 70-69-73-65=277 | −11 | 4타          | £500,000    | £75,000     |
| 1997 | 6월 18일–21일 | Hiromi Kobayashi | 일본     | 69-67-69-69=274 | −14 | 플레이오프   | £425,000    | £63,750     |
| 1996 | 6월 19일–22일 | 로라 데이비스    | 잉글랜드 | 72-69-65-68=274 | −14 | 4타          | FF3,000,000 | FF450,000   |
| 1995 | 6월 7일–10일  | 로라 데이비스    | 잉글랜드 | 68-67-69-67=271 | −17 | 5타          |             | £40,630     |
| 1994 | 6월 9일–12일  | Helen Alfredsson | 스웨덴   | 71-73-73-70=287 | −1  | 3타          |             |             |